# Dimmelsvik
Dimmelsvik är en tätort i Kvinnherads kommun i Vestland fylke i västra Norge. Orten ligger på östsidan av Hardangerfjorden cirka fyra kilometer söder om kommunens centralort Rosendal. Tätorten hade 234 invånare den 1 januari 2012. 
Dimmelsvik är en gammal handelsstad och var centralort i Kvinnherads kommun fram till andra världskriget. Här ligger Tingshuset, det första kommunhuset i kommunen som byggdes 1870.